# The True Sound of the New West
The True Sound of the New West är den svenska hårdrocksgruppen Mustaschs första EP. Den spelades in september 2000 och gavs ut av EMI i februari 2001. Två av låtarna, Homophobic/Alcoholic och Fabian's World, brukar spelas live.

## Låtlista
1. Homophobic/Alcoholic - 4:01
2. The Wave - 4:53
3. Serpent - The Zodiac (Bazaar) - 5:55
4. Fabian's World - 3:54
5. Taunus - 5:41
6. Coomber - 4:24

## Banduppsättning
- Ralf Gyllenhammar, sång och gitarr
- Hannes Hansson, gitarr
- Mats Hansson, trummor
- Mats "Stam" Johansson, bas